# Міжнародний університет бізнесу і права
Міжнародний університет бізнесу і права (МУБіП) — заклад вищої освіти, заснований у 1992 році у місті Херсоні. Один з перших приватних університетів України. МУБіП — член Міжнародної асоціації університетів ЮНЕСКО. Офіційно визнаний у багатьох країнах світу.
У 2008 році МУБіП було включено до Державного реєстру вищих навчальних закладів.
У 2010 році ПВНЗ МУБіП отримав сертифікат відповідності послуг у сфері вищої освіти вимогам ДСТУ ISO 9001-2009.

## Структура університету
Професорсько-викладацький склад університету налічує 46 осіб, які працюють в університеті на постійній основі. З них докторів наук, професорів — 12 осіб, кандидатів наук, доцентів — 34 особи.
Структура університету включає: Інститут міжнародної економіки та інформаційних технологій та Інститут права — які об’єднують 9 кафедр, коледж, ліцей.
Інституту міжнародної економіки та інформаційних технологій підпорядковано шість кафедр:
- кафедра менеджменту;
- кафедра фінансів;
- кафедра обліку і аудиту;
- кафедра маркетингу;
- кафедра природничо-наукових дисциплін;
- кафедра міжнародних економічних відносин та економічної теорії.

Інституту права підпорядковані три кафедри:
- кафедра цивільного, господарського права і процесу;
- кафедра адміністративного, кримінального права і процесу;
- кафедра теорії держави і права, філософії та гуманітарних дисциплін.

Міжнародний університет бізнесу і права видає дипломи державного зразка.

## Спеціальності
Університет здійснює підготовку студентів за наступними акредитованими напрямами (спеціальностями):
За освітньо-кваліфікаційним рівнем «Молодший спеціаліст» (після 9 та 11 класів):
- у галузі знань 0304 «Право» за спеціальністю:

- 5.03040101 — «Правознавство».

- у галузі знань 0305 «Економіка та підприємництво» за спеціальностями:

- 5.03050801 — «Фінанси і кредит»;

- 5.03050901 — «Бухгалтерський облік».

За освітньо-кваліфікаційним рівнем «Бакалавр»:
- у галузі знань 0305 «Економіка та підприємництво» за напрямами підготовки:

- 6.030507 «Маркетинг»;

- 6.030508 «Фінанси і кредит»;

- 6.030509 «Облік і аудит».

- у галузі знань 0306 «Менеджмент і адміністрування» за напрямами підготовки:

- 6.030601 «Менеджмент».

- у галузі знань 0302 «Міжнародні відносини» за напрямами підготовки:

- 6.030201 «Міжнародні відносини».

- у галузі знань 0304 «Право» за напрямами підготовки:

- 6.030401 «Правознавство».

За освітньо-кваліфікаційним рівнем «Спеціаліст»:
- у галузі знань 0305 «Економіка та підприємництво» зі спеціальностей:

- 7.03050701 «Маркетинг»;

- 7.03050801 «Фінанси і кредит»;

- 7.03050901 «Облік і аудит».

- у галузі знань 0306 «Менеджмент і адміністрування» за спеціальністю:

- 7.03060101 «Менеджмент організацій і адміністрування»;

За освітньо-кваліфікаційним рівнем «Магістр»:
- у галузі знань 0305 «Економіка та підприємництво» зі спеціальностей:

- 8.03050701 «Маркетинг»;

- 8.03050801 «Фінанси і кредит»;

- 8.03050901 «Облік і аудит».

- у галузі знань 0306 «Менеджмент і адміністрування» за спеціальністю:

- 8.03060101 «Менеджмент організацій і адміністрування».

З 2002 року в університеті працює аспірантура, а з 2008 — докторантура зі спеціальності — 08.00.04 «Економіка та управління підприємствами».

## Спеціалізовні вчені ради
В університеті працюють три спеціалізовані вчені ради:
1. Д 67.135.01 по захисту докторських дисертацій зі спеціальностей: 08.00.04 — економіка та управління підприємствами, 08.00.05 — розвиток продуктивних сил та регіональна економіка.
2. К 67.135.02 по захисту кандидатських дисертацій зі спеціальностей: 08.00.03 — економіка та управління національним господарством, 08.00.06 — економіка природокористування та охорони навколишнього середовища.
3. К 67.135.03 по захисту кандидатських дисертацій зі спеціальності 12.00.07 — адміністративне право і процес; фінансове право; інформаційне право.
З грудня 2003 р. в університеті видається науково-виробничий журнал «Бізнес-навігатор», який було включено до переліку фахових видань з економіки.
Університет співпрацює з освітніми установами Литви, Чехії, Молдови, США, Німеччини та Ізраїлю.
Відповідно до Ліцензії Міністерства освіти і науки, молоді та спорту України МУБіП здійснює підготовку іноземних громадян за акредитованими напрямами підготовки.

## Матеріальне забезпечення
Матеріально-технічна та соціальна база МУБіП відповідає сучасним вимогам та складається з трьох навчальних корпусів, у яких розташовані лекційні зали, аудиторії для практичних занять, 6 комп’ютерних класів на 170 місць, лабораторії, бібліотека з читальним залом, студентська їдальня, гуртожиток, спортивна зала з басейном, психологічний центр. На узбережжі Чорного моря розташована база відпочинку «Лагуна». На території навчального закладу надається послуга — швидкісний бездротовий Інтернет за технологією Wi-Fi.

## Керівництво
Ректор Міжнародного університету бізнесу і права — Ненько Сергій Сергійович, кандидат юридичних наук, професор.

## Рейтинги та репутація
У жовтні 2024 року, Державна служба якості освіти, як центральний орган виконавчої влади України, що реалізує державну політику у сфері освіти, зокрема з питань забезпечення якості освіти, оприлюднив оновлений рейтинг університетів, які мають високий ступінь ризику. До переліку університетів з високим ступенем ризику увійшов, зокрема, й заклад вищої освіти «Міжнародний університет бізнесу і права».

## Джерело
- Офіційний сайт МУБіП

1. ↑  Перелік закладів вищої освіти за ступенями ризику у 2023 році
2. ↑  Перелік суб’єктів господарювання за ступенями ризику від провадження господарської діяльності у сфері вищої освіти
3. ↑  В Україні оприлюднили рейтинг університетів з високим ступенем ризику. 21.10.2024, 23:47